# اریک ون درمیر
اریک ون درمیر (نائورویی: Erik van der Meer؛ زادهٔ ۷ ژوئیهٔ ۱۹۶۷) یک مربی فوتبال اهل هلند است.

## باشگاهی
از باشگاه‌هایی که در آن بازی کرده‌است می‌توان به اوترخت و باشگاه فوتبال رئال مورسیا اشاره کرد.

## تیم ملی
وی همچنین در تیم ملی فوتبال Netherlands U-21 بازی کرده است.